# Ein gewisser Katulla
Ein gewisser Katulla ist eine Bühnenkomödie von Rudi Strahl, die im Fernsehtheater Moritzburg gespielt und im Fernsehen der DDR ausgestrahlt wurde.

## Handlung
Herr Katulla hat sich in eine Frau verliebt, die ihm im HO-Hotel zum Spreewald-Idyll auf dem Gang zugelächelt hat, mit der er jedoch nie gesprochen hat. Eine Woche später kehrt er in das Hotel zurück, um zu erfahren, wie er die Frau erreichen kann. Aufgrund eines Missverständnisses glaubt der Nachtportier Tappert, Katulla reise mit einer Geliebten an, und so erhält Katulla ein Doppelzimmer und eine angrenzende „frühere Mädchenkammer“, die über einen Balkon mit dem Doppelzimmer verbunden ist. Ein Doppelzimmer allein für ein unverheiratetes Paar würde schließlich der „gediegenen Hausordnung und der sozialistischen Moral“ widersprechen. Katulla klärt das Missverständnis auf und fragt nach den Daten seiner Angebeteten, Tappert weigert sich aber, diese herauszugeben. Er sieht jedoch, wie sehr Katulla sie liebt, und lässt sich dazu erweichen, der Dame per Telegramm mitzuteilen, sie möge sich im Hotel melden.
Inzwischen sind Ingo und Barbara angekommen, ein junges Paar, das auf dem Weg nach Dresden direkt vor dem Hotel eine Autopanne hatte. Da die beiden aber noch nicht verheiratet sind, bekommen sie kein Doppelzimmer. Tappert bietet an, dass Barbara die Mädchenkammer bekommt, während Ingo sich mit Katulla das Doppelzimmer teilen soll. In Abwesenheit Tapperts kann Ingo Herrn Katulla überzeugen, selbst in die Mädchenkammer zu ziehen und dem jungen Liebespaar eine gemeinsame Nacht zu ermöglichen. Katulla lässt sich darauf ein, weil er glaubt, die beiden seien verlobt und würden sowieso demnächst heiraten. Als er jedoch von Barbara erfährt, dass sie erst 18 ist, Ingo erst an diesem Nachmittag zufällig kennengelernt und sich sofort in ihn verknallt habe, bereut er diese Entscheidung und will sie rückgängig machen, um Barbara vor der Verführung durch Ingo zu schützen. Ingo lässt derweilen Sekt aufs Zimmer bringen. Tappert weiß, dass Ingos Autopanne nur vorgetäuscht ist, um Barbara in ein Hotel zu kriegen. Er ist damit einverstanden, dass die beiden die Nacht miteinander verbringen, solange rein formal alles in Ordnung ist, weil beide getrennte Zimmer gebucht haben. Zwischendurch muss Tappert noch einen anderen Gast, den schon ziemlich angetrunkenen Dr. Schultz, davon abhalten, in das Zimmer seiner Sprechstundenhilfe Isolde einzudringen.
Als Katulla gerade nicht im Raum ist, ruft seine Angebetete zurück und erzählt Tappert, dass sie zwar in Bautzen wohne, aber am nächsten Morgen zu einer sechswöchigen Reise nach Usbekistan aufbreche. Tappert drängt Katulla nun zur Eile: Wenn er sich sofort auf den Weg mache, könne er am nächsten Morgen die Dame kurz persönlich sprechen. Katulla fühlt sich jedoch verpflichtet, Barbara vor Ingo zu retten, zögert deshalb seine Abreise hinaus und verpasst schließlich den letzten Zug. Doch auch dies bereut er später, als er sieht, dass die inzwischen sehr angetrunkene Barbara gar nicht gerettet werden möchte, sondern sich Ingo regelrecht an den Hals wirft. Nun merkt Ingo aber, dass er sich ungeplanterweise in Barbara verliebt hat, bekommt ein schlechtes Gewissen und will doch nicht mit ihr ins Bett gehen. Er erzählt Barbara, er habe das Auto plötzlich doch reparieren können und sie könnten sofort losfahren. Sie ist zunächst enttäuscht, lässt sich aber überzeugen, weil sie dann Katulla unterwegs in Bautzen bei seiner Angebeteten absetzen können.

## Produktion
Die Komödie wurde im Fernsehtheater Moritzburg in Halle/Saale vor Live-Publikum aufgenommen und im Fernsehen der DDR am 23. August 1973 zum ersten Mal ausgestrahlt.